# Parti nationaliste (Iran)
Pour les articles homonymes, voir Parti nationaliste.
Le Parti Nationaliste ou le Parti des Nationalistes  (persan : حزب ملیون, Ḥezb-e Melliun) ou encore parti Melliun, était un parti politique conservateur à l'époque de l'ère Pahlavi en Iran, et le parti majoritaire au gouvernement de 1957 à 1960. Le parti fut fondé en 1957 par Manouchehr Eghbal après une demande du Shah qui souhaitait instaurer un système à deux partis. Son opposition libérale fut le Parti du Peuple.

## Résultats
| Élection | Sièges   | +/− | Ref |
| -------- | -------- | --- | --- |
| 1956     | 71 / 136 | NC  | :73 |
| 1961     | 75 / 200 | 4   | :73 |